# Newton (enhet)
|  | Wiktionary har en ordboksartikel om newton. |

Newton (N) är SI-enheten för kraft. En newton är definierad som den kraft som krävs för att ge en massa på ett kilogram en acceleration av 1 m/s². Den är således en härledd enhet i SI och uttrycks i grundenheterna kilogram, meter och sekund enligt följande:
{\displaystyle {\mbox{N}}={\frac {{\mbox{kg}}\cdot {\mbox{m}}}{{\mbox{s}}^{2}}}}
Enheten är döpt efter Isaac Newton, vars andra rörelselag beskriver hur kraften på en kropp är proportionell mot accelerationen den ger upphov till och massan av den påverkade kroppen:
{\displaystyle {\text{F}}={\text{m}}\cdot {\text{a}}}
vilket förklarar definitionen av enheten. Namnet antogs till MKSA, företrädaren till SI-systemet, under den nionde allmänna konferensen för mått och vikt 1948.
En newton är ungefär den kraft som en massa på 100 gram utövar på sitt underlag vid normal gravitation (mer noga räknat är kraften 0,982 N). Eller, i mer lättsam form, 1 N motsvarar ungefär tyngden av ett mindre äpple. En massa på 1 kg utövar under gravitation således en kraft av 9,82 N, om jordaccelerationen sätts till 9,82 m/s2.
En newton motsvarar en joule per meter.
Kraft mäts med hjälp av en dynamometer. Äldre enheter för kraft är kilopond och dyn.